# Olbiogaster chavantesi
Olbiogaster chavantesi är en tvåvingeart som beskrevs av Lane och Andretta 1958. Olbiogaster chavantesi ingår i släktet Olbiogaster och familjen fönstermyggor. Inga underarter finns listade i Catalogue of Life.